# Inflatostereum
Inflatostereum — рід грибів родини Phanerochaetaceae. Назва вперше опублікована 1965 року.

## Класифікація
Згідно з базою MycoBank до роду Inflatostereum відносять 2 офіційно визнаних вида:
- Inflatostereum glabrum
- Inflatostereum radicatum

## Галерея

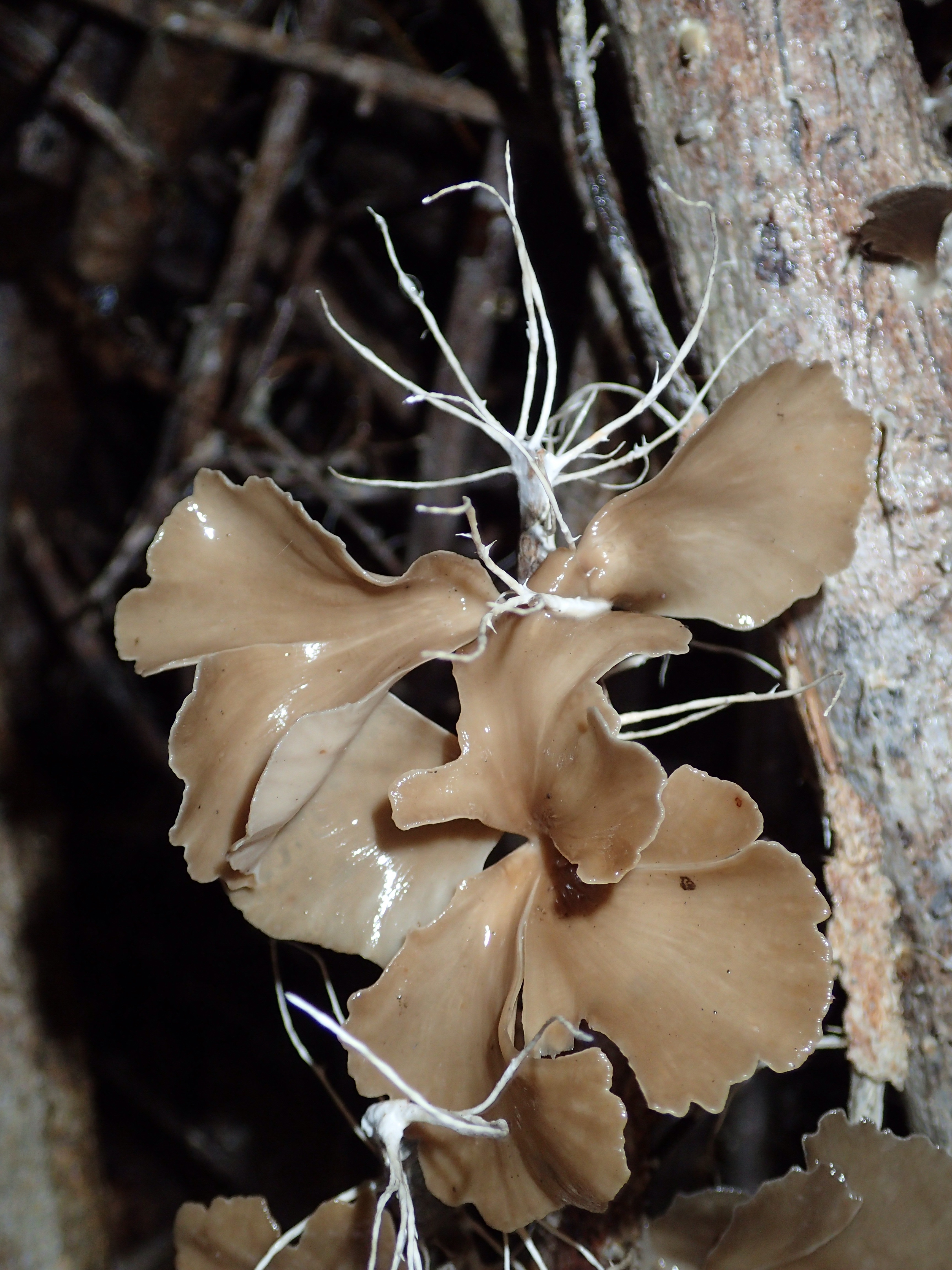
Inflatostereum glabrum